# نسوية أمومية

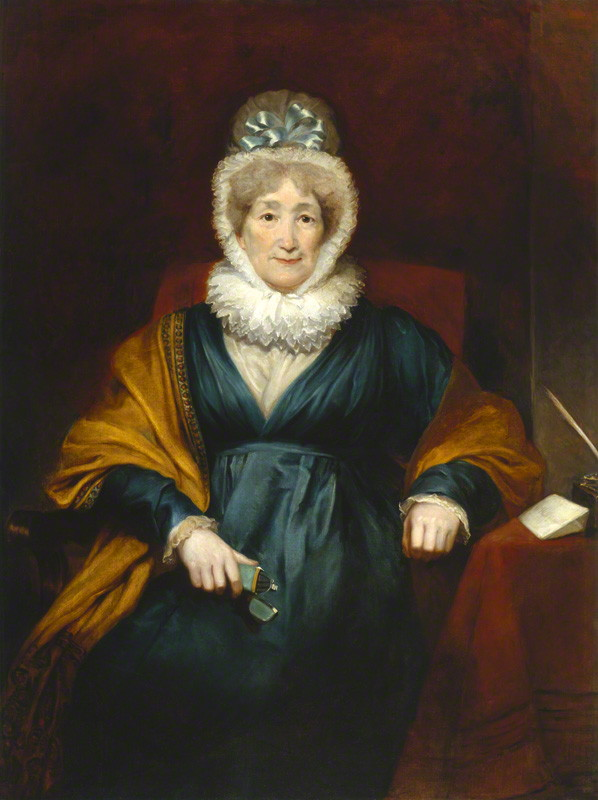

النسوية الأمومية هي اعتقاد كثير من النسويات الأوائل بأن النساء كأمهات وكمقدمات للرعاية لهن دور مهم يتعين عليهن القيام به في المجتمع وفي السياسة. تتضمن «النسوية الأمومية» أفكارًا إصلاحية من النسوية الاجتماعية، وتجمع بين مفهومي الأمومية والنسوية. وقد كانت فلسفة واسعة الانتشار بين النساء الأثرياء في الإمبراطورية البريطانية، وخاصة كندا، منذ أواخر القرن التاسع عشر وحتى ما بعد الحرب العالمية الأولى (1914- 1918). في وقت لاحق، هاجمت النسويات مفهوم «النسوية الأمومية»، وذلك بسبب قبوله النظرة الأبوية للمجتمع واعتباره ذريعة لعدم المساواة.

## السنوات المبكرة
عرَّفت كريستينا هوف سومرز، ناقدة نسوية أواخر القرن العشرين، النسوية الأمومية على أنها «الاعتراف بالمساواة بين الجنسين على الرغم من أنهما مختلفان.»، بالنسبة لسومرز تتعارض «نسوية المساواة» التي دعت لها ماري ولستونكرافت (1759-1797) مع «النسوية الأمومية» التي دعت لها هانا مور (1745-1833). تعتقد ولستونكرافت أن «الرجال والنساء متماثلين نفسيًا وروحيًا، لذا فهما يستحقان نفس الحقوق». وفقًا لسومرز، فقد تعاملت «هانا مور» مع النساء «بما هم نساء». إذ اعتقدت أن هناك طبيعة أنثوية، وأن النساء حظين برعاية وتربية مختلفة عن الرجال، ومع ذلك فهن يستحققن المساواة. كانت مور معروفة ومشهورة في زمنها، ولكن إذا ذُكرت الآن، فهى تُذكر كمبررة لقبول النظام الأبوي في زمنها.
اعتقدت فرانسيس ترولوب (1779-1863) وإليزابيث جاسكل (1810-1865) -وهما كاتبتان بريطانيتان تابعتان للتيار المحافظ- بضرورة تلقي النساء تعليمًا جيدًا يجعلهن أقل اعتمادًا على الرجال. اعتقدت ترولوب بضرورة تجاوز النساء الثريات تربية أطفالهن، والعمل على التصريح بقيم الأمومة والاهتمام بالشؤون الاجتماعية والأمور العقلية. تظهر رواياتها مرارًا وتكرارًا كيف أن بطلة شابة تستطيع تحسين مجتمع فاسد من خلال تأثيرها الأدبي والأخلاقي. بالنسبة لبعض النسويات الأوائل، مثل الروائية فاني فيرن (1811-1872) وزعيمة حركة الاعتدال ليتيتيا يوامز (1827-1896)، فإن النسوية الأمومية كانت مجرد إستراتيجية يمكن من خلالها للمرأة تحقيق هدفها المتمثل في تحقيق المساواة في الحقوق.
في الولايات المتحدة، نشطت النساء في حركة الإصلاح الاجتماعي في أوائل ثلاثينيات القرن التاسع عشر، لكنهن كنّ مقيدات بالمفاهيم التقليدية للنسوية الأمومية. أنشئت جمعية الإصلاح الأخلاقي النسائية في عام 1834، في وقت كانت فيه انتقادات كبيرة تتعلق بمناقشة النساء المحترمات للبغاء. تلاشت «النسوية المبكرة» لهذا المجتمع، مع تحولها إلى مؤسسة خيرية ترعى العاهرات التائبات. وقد أتاح اتحاد الاعتدال المسيحي للمرأة -أكبر منظمة نسائية بالولايات المتحدة في ثمانينات القرن التاسع عشر- للنساء فرصة المشاركة في قضايا مثل إصلاح السجون، وتحسين ظروف العمل، والتعليم، والعفة، وحق الاقتراع. ومع ذلك، نظر الاتحاد للمرأة عل أنها مجرد زوجة وأم، وتقبل قيود النسوية الأمومية.

## النظرية والتطبيق
تجمع النسوية الأمومية بين مفهومي الأمومة والمساواة في الحقوق. لم تعرّف العديد من المصلحات والمنظمات الأمومية مثل «جمعية إليزابيث فراي» والمنظمة الخيرية «جيش الخلاص» أنفسهن على أنهن نسويات، واتبعن استراتيجيا وسعين لأهداف مختلفة عن أهداف النسويات. راقت الأمومية للنساء البرجوازيات المهتمات بإصلاح الطبقات الأدنى، في حين قدمت الأمومية العذر للوصاية على النساء والفتيات من الطبقة العاملة. وهذا في حد ذاته لا يعد «نسوية» بأي شكل من الأشكال. كانت هناك أيضًا أنماط مختلفة من النسوية. لم تقبل نسويات «المساواة في الحقوق» أو «النساء الجدد» بالأمومية. ولكن خطاب الأمومية كان مقبولًا من الناحية التكتيكية للنسويات اللواتي كن على استعداد لقبول كونهن حبيسات الأعمال المحيطة بالمنزل والأسرة؛ وذلك في مقابل الحصول على حريات أخرى. 
تدمج أيديولوجيا النسوية الأمومية أفكارًا من النسوية الاجتماعية مع النسوية المنزلية. كانت نصيرات النسوية الاجتماعية أكثر اهتمامًا بالإصلاح الاجتماعي نسبة لاهتمامهن بحقوق المرأة، ولكنهن -كنساء وأمهات- شعرن بضرورة لعب المرأة دورًا عامًا في الإصلاح الاجتماعي. أما نصيرات النسوية المنزلية فطالبن بضرورة تمتع النساء بمزيد من الاستقلال داخل الأسرة، ولا ينبغي الذهاب بأكثر من ذلك فيما يخص المشاركة العامة، إذ يحظر على النساء المشاركة بأي شكل في الحياة العامة. يعطي الجمع بين الاثنين مفهومًا مفاده أن «دور المرأة كأم يعطيها واجبًا وحقًا في المشاركة في المجال العام». لا يرى أنصار النسوية الأمومية اقتصار الأمومية على الأمومة البيولوجية. بل وسعوا مفهومها لتشمل الأمومة الاجتماعية أو العذرية، ولم يروا أي سبب يمنع المرأة من البقاء عزباء مكرسة نفسها لحياة مهنية أو لقضايا اجتماعية.
اعتبرت السويدية إلين كي (1849- 1926) الأمومة «أعظم مهمة ثقافية» للمرأة، وألا ينبغي للأمهات العمل بعيدًا عن المنزل. ومن ناحية أخرى، كانت من أوائل المدافعين عن حق الاقتراع للنساء، وكانت تعتقد بضرورة تمتع كل امرأة بالحرية الكاملة في اتباع شخصيتها الفردية. نظرت للأمومة على أنها أكثر أهمية من الزواج، لذا كان تنظر إليها النسويات الأمريكيات في عشرينيات القرن العشرين باعتبارها من الراديكاليين مؤيدي التحرر الجنسي.
دارت بين النسويات في ألمانيا مناقشات حادة حول كيفية التعامل مع البغاء؛ إذ كان ينظر إليه باعتباره مصدرًا للأمراض التناسلية وبالتالي بمثابة مشكلة صحية كبرى. أوصت هانا بيبر بوم (1851-1910) وآنا بابريتز (1861-1939) وهيلين ستوكر (1869-1943) بحلول مختلفة. إذ أيدت «بيبر بوم» اتخاذ الدولة إجراءات قانونية أقوى ضد زبائن البغايا. وعارضت «بابريتز» و«ستوكر» وصاية الدولة ومراقبتها للبغايا، فاقترحت «بابريتز» التثقيف الأخلاقي للشباب وتشجيعهم على الامتناع عن إقامة علاقات جنسية خارج نطاق الزواج، بينما اعتقدت «ستوكر» أن منح المرأة مزيدًا من الحرية الجنسية سيقضي على طلب البغاء. قد يُنظر إلى نهج «بابريتز» على أنه الأقرب إلى النسوية الأمومية.
في عام 1893، قالت السيدة أبردين (1857-1939)، رئيسة المجلس الوطني للمرأة في كندا: «الأمومة مهمة المرأة الكبرى». تعهد مندوبو المجلس الوطني للمرأة «بالحفاظ على المصلحة الكبرى للأسرة والدولة»، ولكنهم ظلوا «بمعزل عن القضايا المتعلقة بحقوق المرأة». بافتراض «النسوية الأمومية» أن جميع النساء لديهن مصالح مشتركة؛ فقد شجعت العديد من نساء الطبقات العليا والمتوسطة للبحث عن طرق لمساعدة النساء الفقيرات، وذلك من خلال الأندية والنقابات ودور الاستيطان وما إلى ذلك. شعرت نساء من النخبة مثل الأمريكية إليزابيث كادي ستانتون (1815-1902) والفرنسية مارغريت دوراند (1864-1936) بأن عليهن واجب ريادي؛ نظرًا لتعليمهن الجيد وتجاربهن الواسعة. على الرغم من أنهن كن يفتقرن كثيرًا إلى التعاطف مع النساء اللاتي كان عليهن مساعدتهن، لكنهن رفضن التنازل عن الإشراف عليهن وأردن إصلاحهن ومساعدتهن. تجسدت إليس هوبكنز (1836-1904) هذا الموقف عند دعوتها في إنكلترا عام 1882 «الفائدة الأكبر من زيادة ثقافة نساء الطبقة العليا -بجانب الاهتمام بالجمال- تكون بالتأثير وتسليط الضوء على السكان المعدمين في مدننا الصناعية العظيمة؛ خاصة النساء العاملات من الشابات والأمهات».
قدمت لوسي مود مونتغمري (1874-1942)، مؤلفة رواية «آن غرين جابلز» (1908)، وجهات نسوية أمومية في كتبها المنشورة في فترة الحرب العالمية الأولى (1914- 1918). «في عالم آن الآمن من أفونليا» تتخذ النساء معظم القرارات. قالت نيلي مكلونج (1873-1951) من مقاطعة مانيتوبا، كندا: «المنزل هو مكان المرأة؛ والخروج منه متى كان فهو لحماية من تحبهم أو لتحسين ظروفهم». قالت سنة 1915 في كتابها «في أوقات مثل هذه»: «منذ أمد بعيد جلست السيدات النبيلات في مخادعهن ينظرن إلى الحياة في المرآة، بينما في الأسفل، في الطرقات؛ تحتدم المعركة، تزداد النساء الأخريات، والأطفال العُزل، سوءًا. ولكن الصراخ يصعد إلى حيث مخادع هؤلاء النسوة؛ فيخرجن لمساعدتنا، وتدور رحى المعركة؛ وتلقي الكثيرات بالمرآة جانباً، فيخرجن إلى حيث الأشياء الحقيقية. العالم بحاجة إلى عمل النساء، ويجب أن تعمل النساء؛ إذا كان السباق هو البقاء على قيد الحياة». 
كتبت مكلونج «نظرة المرأة للحياة هي الاهتمام والرعاية والمساعدة. الرجال يصابون بجروح والنساء تضمدها»، بسبب الاختلافات البيولوجية فإن المرأة كانت متفوقة أخلاقيًا على الرجال وينبغي أن يكون لها حق التصويت. قد ترى النسوية الحديثة في ذلك نظرة اختزالية ومحددة للجندر، ولكن في ذلك الوقت، كان هذا المفهوم يعطي المرأة دورًا أكبر وأكثر جدوى. في عام 1918، منحت كندا النساء حق التصويت، بخلاف نساء الإسكيمو والهنود. وبعد عامين منحت المرأة الكندية الحق في الترشح للانتخابات. ومع ذلك، لم يكن للمرأة الشابة الحديثة المتحضرة اهتمام كبير بالأسباب الأخلاقية القديمة للاقتراع والاعتدال. كان قادة الحركة النسوية الأمومية في منتصف العمر، وكانت الحركة النسوية الأمومية في تراجع. 